# Fallstrimmehål

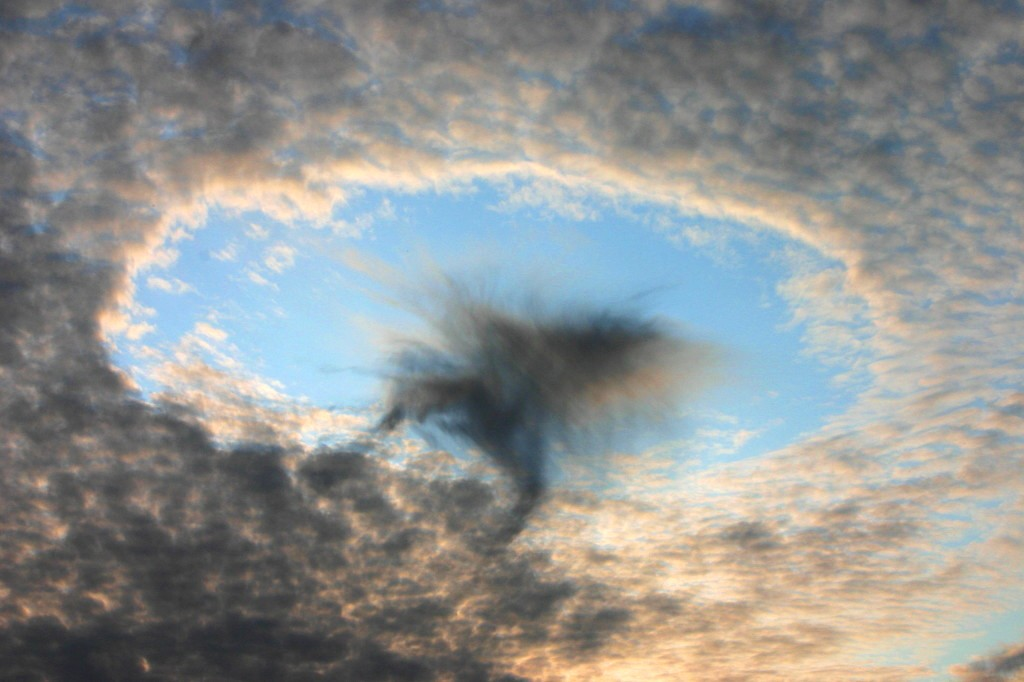
Fallstrimmehål över Österrike, augusti 2008

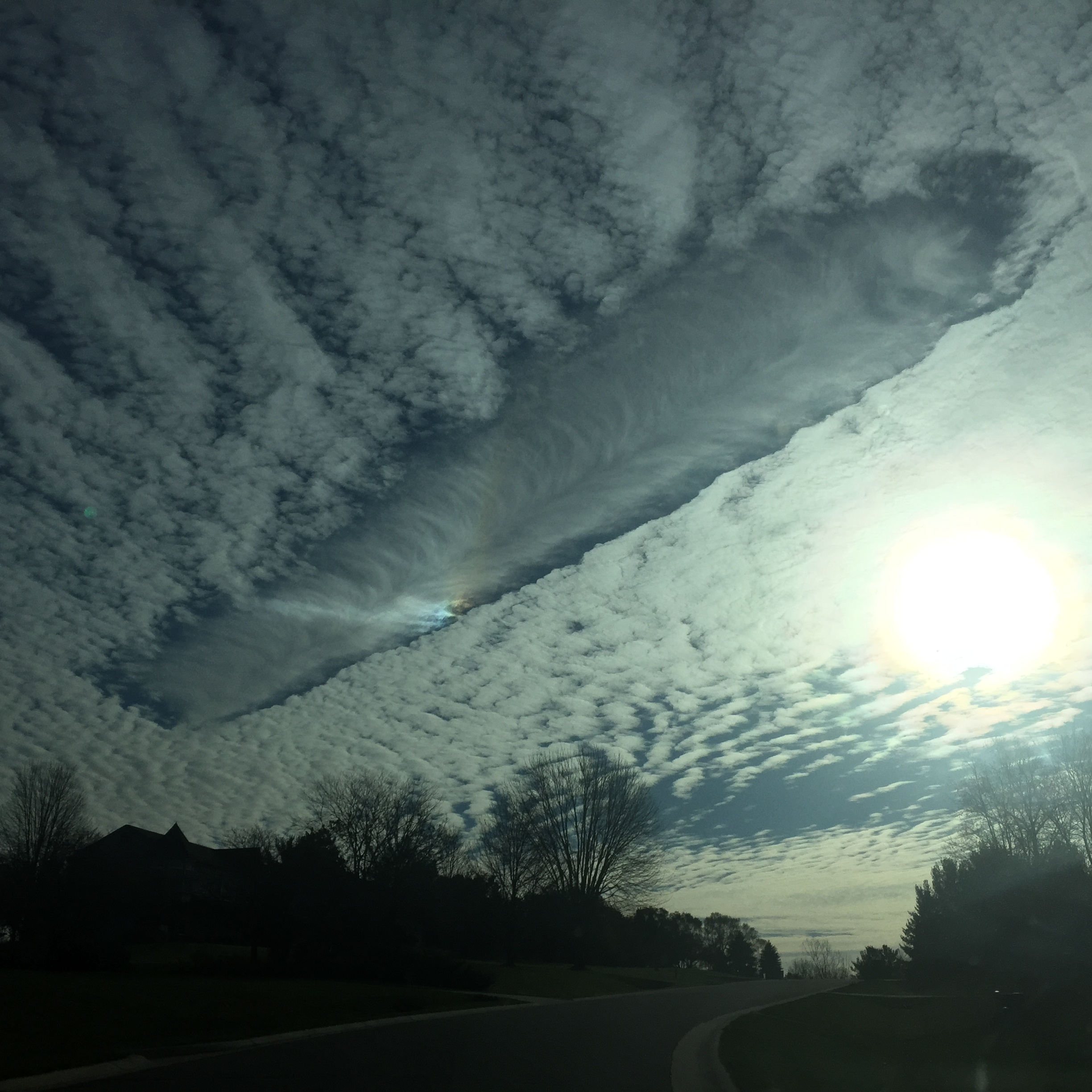
Fallstrimmehål över Ann Arbor, Michigan, 14 november 2016.

Ett fallstrimmehål (även känt under de engelska beteckningarna punch hole cloud, fallstreak hole, sky punch eller det mer meteorologiska altocumulus cavum) är ett cirkulärt eller elliptiskt hål som kan bildas i altocumulusmoln. Hålet kan dyka upp om vattendropparna i molnet är underkylda men inte lyckats forma iskristaller eftersom det saknas nukleationskärnor (exempevis damm). När några iskristaller väl lyckas bildas sker en snabb kedjereaktion (bergeronprocessen) där vattendropparna runt iskristallerna avdunstar till vattenånga och hålet i molnet bildas. I mitten av hålet bildas en fallstrimma.     
Artiklar av Westbrook och Davies (2010) och Heymsfield et al. (2010) förklarar mer detaljerat processerna som inverkar när fallstrimmehål bildas.     
På grund av molnformationens ovanliga utseende har fallstrimmehål ibland misstagits för att vara oidentifierade flygande föremål.